# Sao Ching Cha
Sao Ching Cha (tiếng Thái: เสาชิงช้า;phát âm tiếng Thái: [Xảo-chinh-chá]) là một cột tôn giáo nằm trước chùa Wat Suthat, thuộc huyện Nakhon, Bangkok, Thái Lan. Đây là nơi tiến hành các hoạt động của lễ Bà La Môn cũ và là điểm tham quan hấp dẫn ở Bangkok cạnh Wat Suthat.

## Lịch sử
Sao Ching Cha ban đầu được xây dựng từ năm 1784 ở phía trước cửa Devasathan thờ do vua Rama I xây dựng nên. Trong thời gian trị vì của Rama II, nơi đây thường diễn ra các nghi lễ tôn giáo nhưng bị trì hoãn do có sấm chớp.
Năm 1920 nó đã được đổi mới và chuyển đến các địa điểm hiện tại để làm không gian cho một cây xăng. Buổi lễ đã được thực hiện lại cho đến khi 1935, khi nó đã được ngưng sau khi tai nạn xảy ra nhiều.
Cột được thực hiện bắt đầu vào năm 1959, và 45 năm sau đó, nó bị nhiều lần bị hư hại. Lần trùng tu cuối cùng được thực hiện vào năm 2005. Cột chính thức hoàn thành vào tháng 12 năm 2006. Buổi lễ được diễn ra mới nhất tại cột này là vào tháng 9 năm 2007 bởi đức vua Bhumibol Adulyadej. Hiện tại, cột cũ đã được lưu giữ tại Bảo tàng Quốc gia Thái Lan.
Năm 2005, Sao Ching Cha, cùng với Wat Suthat, đã được đề xuất như là một trong tương lai UNESCO Di sản thế giới.

## Màu sắc và chiều cao
Hai cột cao 25 m, hoàn toàn được sơn bằng màu đỏ tương. Từ xa, có thể dễ dàng nhìn thấy cột.

## Lễ Tri-yampawai
Ban đầu lễ hội Tri-yampawai là một trong số 12 lễ hội Hoàng Gia lớn được lễ tổ chức trong Giêng âm lịch, sau đó nó đã được chuyển sang tháng thứ hai Âm lịch trong thời kỳ Rattanakosin tại đầu của thế kỷ 19.
Các trụ của Sao Ching Cha đại diện các núi, trong khi các hình tròn đại diện cho đất và biển. Trong buổi lễ để tôn vinh thần Shiva tối cao, theo người dân, có một cuộc thi để tìm ra ngưởi dũng cảm nhất có thể đánh đu cao nhất để lấy túi tiền. Nhưng cuộc thi kiểu này đã bị cấm từ nhiều năm trước, sau khi có quá nhiều tai nạn đã xảy ra và nhiều người bị thiệt mạng